# Hypocacculus malabaricus
Hypocacculus malabaricus är en skalbaggsart som beskrevs av Reichardt 1932. Hypocacculus malabaricus ingår i släktet Hypocacculus och familjen stumpbaggar. Inga underarter finns listade i Catalogue of Life.